# Palacio de Don Diego del Águila
El Palacio de Don Diego del Águila, también conocido como Palacio Sofraga, es un palacio del siglo XVI adosado a la muralla que rodea la ciudad española de Ávila.

## Historia

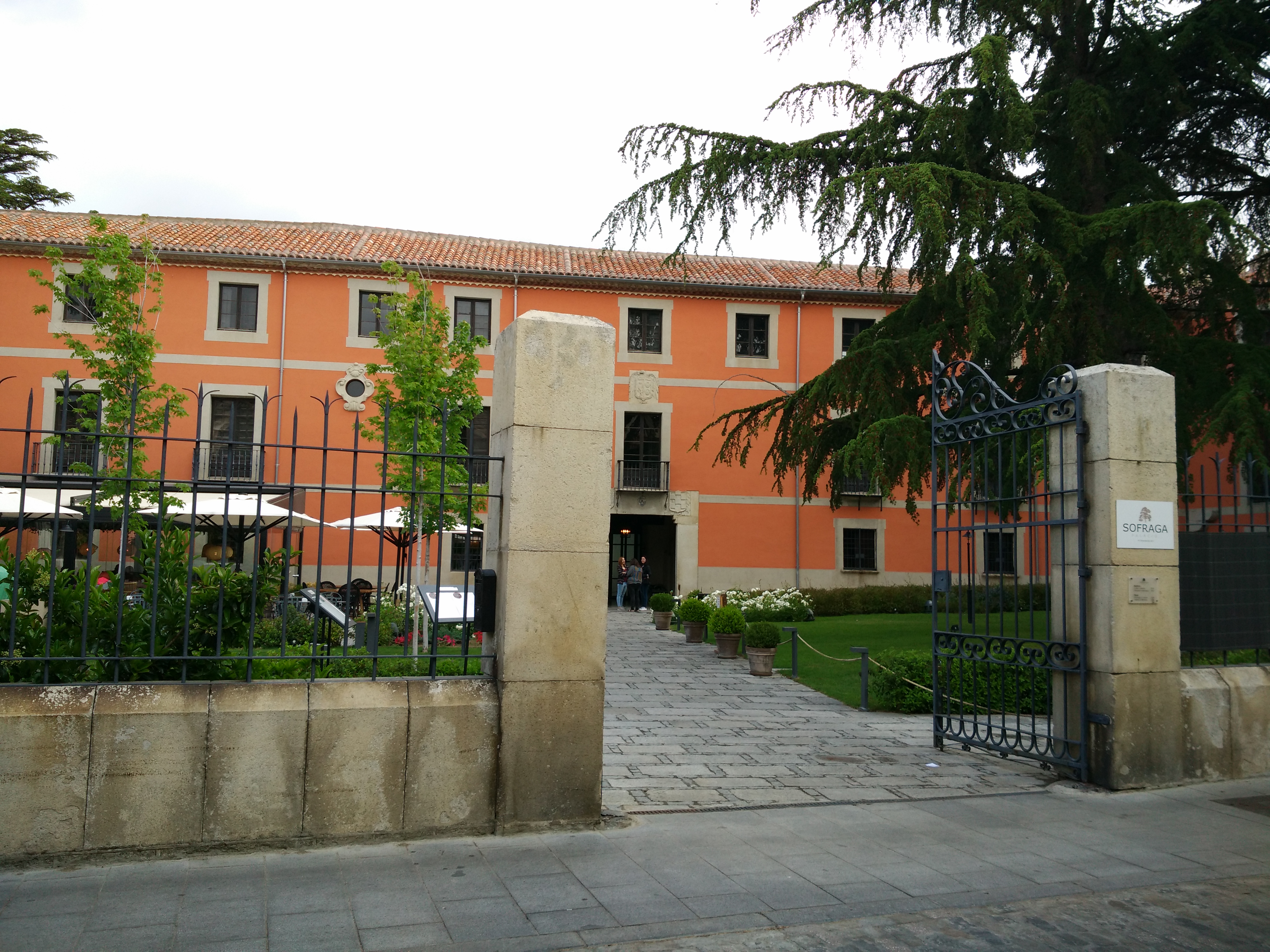
El Palacio Sofraga en 2019

El palacio perteneció a Diego del Águila, que tenía la responsabilidad de defender del ataque morisco el acceso a la ciudad por la puerta de San Vicente y todo el muro oriental hasta llegar al Torreón de la Mula. Incluía además en la defensa un gran tramo de la vertiente norte de la muralla.
La calle del Palacio estaba ocupada por diferentes ramas de la familia de los Águila, primeramente fue solar vinculado al mayorazgo de Villaviciosa. Los Águila son descendientes de un gran repoblador, Sancho de Estrada, que fue capitán de Don Raimundo de Borgoña, que procedía de Asturias. 
Don Diego de Águila fue el primero de este apellido, a quien los portugueses llamaron «el Aguililla» por el águila que aparece en su escudo de armas.
En 1551 la casa fue alquilada por las monjas clarisas, quienes se establecieron en esta a la espera de la terminación de las obras de construcción del convento de las Gordillas. El palacio se encuentra en la actualidad muy reformado y apenas quedan restos originales.